# Colombar de Buru
Treron aromaticus
Espèce
Statut de conservation UICN

 NT  : Quasi menacé
Le Colombar de Buru (Treron aromaticus) est une espèce d'oiseaux de la famille des Columbidae. Elle était autrefois considérée comme une sous-espèce du Colombar pompadour (T. pompadora).

## Répartition
Cet oiseau vit à Buru.